# 港边乡
港边乡，是中华人民共和国江西省上饶市横峰县下辖的一个乡镇级行政单位。东北接上饶县，西北连龙门畈乡，东南邻司铺乡，西南靠莲荷乡，面积39.8平方公里。明清时期属安辑乡二十七都和上饶县二十六都。民国时期属灵港乡。

## 行政区划
港边乡下辖以下地区：
港边村、灵西村、余塘村、何家村和善塘村。